# Włatko Stojanowski
Włatko Stojanowski (mac. Влатко Стојановски, ur. 23 kwietnia 1997 w Dełczewie) – północnomacedoński piłkarz, grający na pozycji napastnika w klubie FK Rabotniczki Skopje oraz w reprezentacji Macedonii. Uczestnik Mistrzostw Europy 2020.

## Kariera piłkarska

### Kariera klubowa
Stojanowski swoją karierę zaczął od gry w młodzieżowym zespole Metałurga Skopje. W 2014 został przeniesiony do pierwszej drużyny, w której rozegrał 38 meczów, strzelając w nich sześć goli. We wrześniu 2016 podpisał kontrakt z chorwackim RNK Split, po czym został wypożyczony do grającego w trzeciej lidze NK Neretvanac. Zagrał w 11 meczach, w których zdobył dwie bramki. Po zakończeniu sezonu powrócił do klubu, jednak zdecydował się na transfer do NK Dugopolje z Druga HNL. Spędził tam pół roku, gdyż 26 stycznia 2018 powrócił do rodzimej ligi. Podpisał umowę z FK Renowa. W sezonie 2018/2019 został królem strzelców, zdobywając 18 bramek. Po dobrym sezonie przeniósł się do Nîmes Olympique, podpisując kontrakt do 30 czerwca 2020. W drużynie zadebiutował 17 sierpnia 2019.

### Kariera reprezentacyjna
Grał w młodzieżowych reprezentacjach Macedonii Północnej do lat 19, 20 i 21. W 2019 zadebiutował w dorosłej kadrze w eliminacyjnym meczu do Mistrzostw Europy 2020 przeciwko reprezentacji Austrii. W doliczonym czasie gry tego meczu strzelił swojego pierwszego gola w narodowych barwach.
(aktualne na dzień 23 listopada 2019)
| Mecze w reprezentacji | Mecze w reprezentacji | Mecze w reprezentacji | Mecze w reprezentacji | Mecze w reprezentacji | Mecze w reprezentacji | Mecze w reprezentacji |
| Lp.                   | Data                  | Miejsce               | Przeciwnik            | Wynik                 | Rozgrywki             |                       |
| --------------------- | --------------------- | --------------------- | --------------------- | --------------------- | --------------------- | --------------------- |
| 1.                    | 16.11.2019            | Wiedeń                | Austria               | 1:2                   | el. ME 2020           |                       |
| 2.                    | 19.11.2019            | Skopje                | Izrael                | 1:0                   | el. ME 2020           |                       |

## Sukcesy piłkarskie

### FK Renowa
- Król strzelców Prwa makedonska fudbałska liga (1): 2018/2019 – 18 goli